# Totah (Einheit)
Der Totah war eine Masseneinheit (Gewichtsmaß) für Gold- und Silberwaren in der britisch-ostindischen Präsidentschaft Bengalen.
- 1 Totah = 13,543 Gramm